# Langdolmen Stenbjerggård

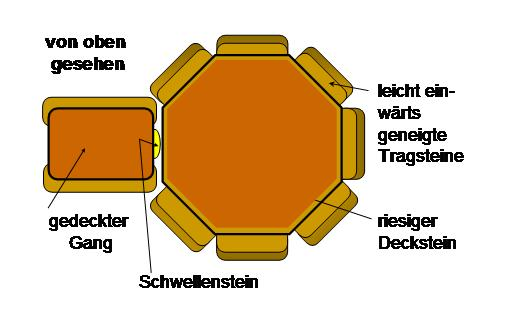
Schema Polygonaldolmen – von oben gesehen

Der Langdolmen Stenbjerggård (auch Ellested oder Lindeskov genannt) liegt nördlich der Straße von Ellested nach Ørbæk auf der dänischen Insel Fünen. Es ist einer der am besten erhaltenen Langdolmen und mit seinen fünf Kammern (den meisten in einem Hünenbett vereinten) einer der bekanntesten in Dänemark.
Der noch von vielen Randsteinen gefasste einen Meter hohe Hügel, ist etwa 29,0 m lang und 10,0 m breit. Er wurde 1939 restauriert. Die Kammern sind Rechteckdolmen bzw. Polygonaldolmen ohne erhaltene Gänge. Neolithische Monumente sind Ausdruck der Kultur und Ideologie neolithischer Gesellschaften. Ihre Entstehung und Funktion gelten als Kennzeichen der sozialen Entwicklung.
Das Großsteingrab stammt aus der Jungsteinzeit etwa 3500–2800 v. Chr. und ist eine Megalithanlage der Trichterbecherkultur (TBK).